# Февраль 2009 года

Список событий февраля 2009 года.

## События

### Важнейшие
Этот раздел включается в статью 2009 год. Здесь должны быть размещены важнейшие события февраля 2009 года

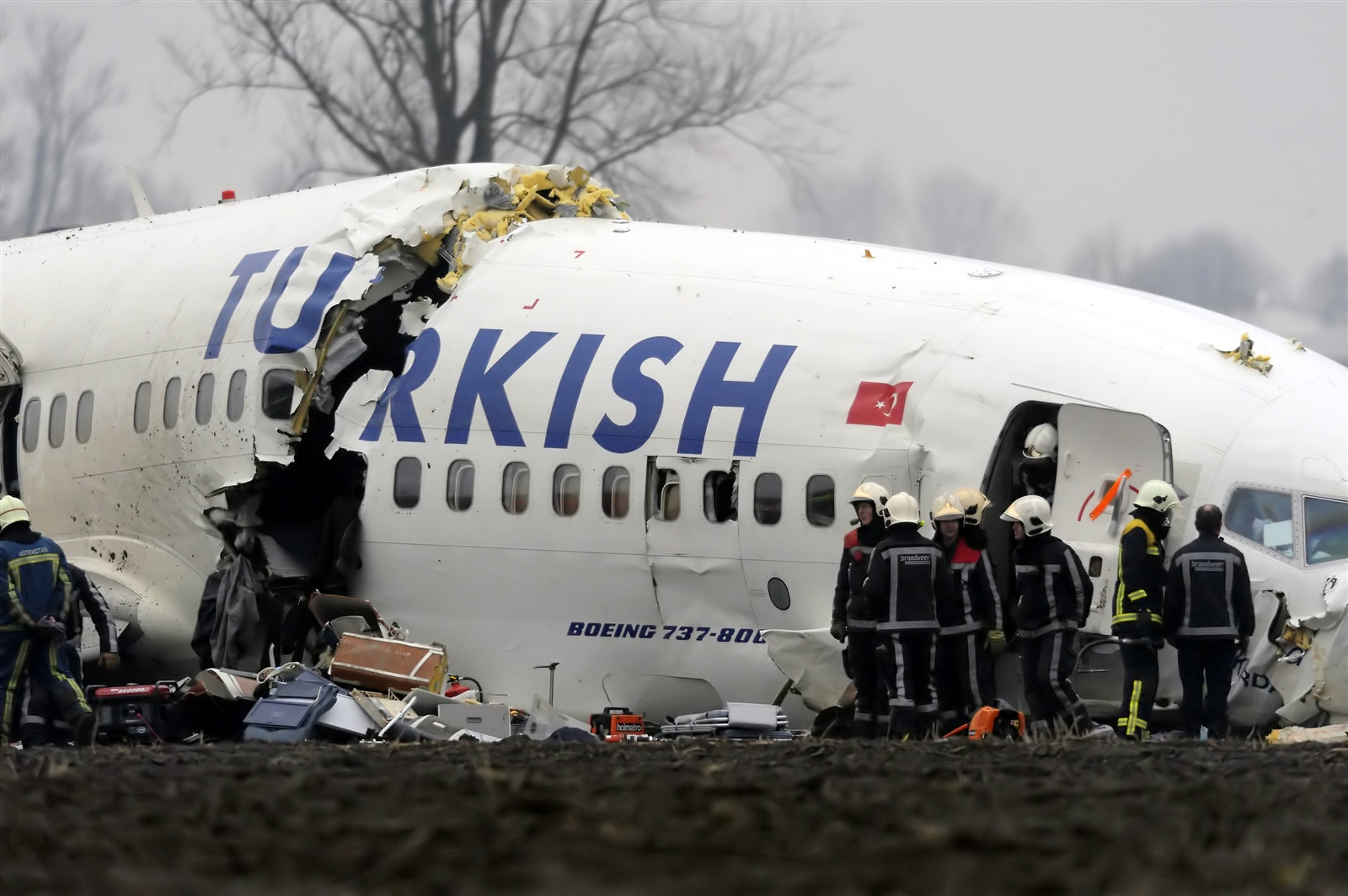
Крушение самолёта в Амстердаме

- 1 февраля — интронизация новоизбранного Патриарха Московского и всея Руси Кирилла.
- 3 февраля — в честь 30-й годовщины Иранской революции запущен первый иранский искусственный спутник Земли «Омид»[1].
- 4 февраля — в столице Мадагаскара Антананариву по меньшей мере 28 человек погибли и более 200 получили ранения в результате обстрела полицейскими оппозиционной демонстрации против действующего президента Марка Раваломанану[2].
- 10 февраля — в Израиле прошли внеочередные выборы в Кнессет[3].
- 10 февраля — первое в истории столкновение американского и российского спутников.
- 22 февраля — в Голливуде состоялась церемония вручения кинопремии «Оскар» за 2008 год. Лучшим фильмом года признан «Миллионер из трущоб»[4].
- 25 февраля — авиалайнер Boeing 737-8F2 авиакомпании Turkish Airlines, упал в Амстердаме при заходе на посадку[5].
- 25 февраля — до 81 человека выросло число жертв бунта пограничников в Бангладеш, вспыхнувшего 25 февраля в столице страны Дакке[6].

### Все события февраля 2009 года
- 1 февраля
  - Победителями открытого чемпионата Австралии по теннису 2009 года стали Серена Уильямс среди женщин и Рафаэль Надаль среди мужчин[7].
  - В Давосе завершилась 39-я сессия Всемирного экономического форума[8].
  - В Москве, в Храме Христа Спасителя, состоялась церемония интронизации Святейшего Патриарха Московского и всея Руси Кирилла[9].
  - В Исландии сформировано новое правительство во главе с Йоханной Сигурдардоттир[10].
  - Супербоул XLIII в Национальной футбольной лиге NFL выиграл клуб «Питтсбург Стилерз». (на фото)
- 2 февраля
  - Сенат США назначил Эрика Холдера на пост главы департамента юстиции США[11].
  - Американская сеть универмагов Macy's заявляет, что будет сокращено 7,000 рабочих мест[12].
  - В центральной Японии началось извержение вулкана Асама; облака пепла достигли территории Токио[13].
  - Лидер Ливии Муаммар Каддафи избран новым председателем Африканского союза на саммите организации в Аддис-Абебе. Он выдвинул идею создания Соединённых Штатов Африки подобия ЕС[14].
- 3 февраля
  - С помощью орбитального телескопа COROT открыта самая маленькая экзопланета COROT-Exo-7b, диаметр которой всего в два раза больше земного[15].
  - Резервный банк Австралии снизил процентную ставку на 100 базовых пунктов до 3,25 %, это самый низкий её уровень с 1964 года[16].
  - Талибы взорвали мост на границе между Пакистаном и Афганистаном, отрезав войска международной коалиции в Афганистане от главной линии поставок[17].
  - В Израиле восстановил вещание телеканал Аль-Джазира[18].
  - Россия и Беларусь подписали соглашение о единой системе ПВО[19].
  - В честь 30-й годовщины Иранской революции запущен первый иранский искусственный спутник Земли «Омид»[1].
  - Международный суд ООН в Гааге разрешил территориальный спор между Украиной и Румынией. Сотый процесс в истории суда длился четыре с половиной года[20].
  - Катастрофа Ми-24 в Пугачёве.
- 4 февраля
  - В Казахстане началась девальвация национальной валюты к доллару на 23 %[21][22].
  - В Кремле открылся внеочередной саммит ЕврАзЭС[23].
  - Канцлер Германии Ангела Меркель обратилась к папе римскому Бенедикту XVI с призывом сформулировать четкую позицию Ватикана в отношении Холокоста[24].
  - Лидеры Организации Договора о коллективной безопасности подписали проект решения о формировании коллективных сил оперативного реагирования[25].
  - Зафиксирован случай отделения хвоста от кометы Лулинь.
- 5 февраля
  - Сомалийские пираты освободили за выкуп украинское судно «Фаина»[26].
  - Японская полиция арестовала главу токийской инвестиционной компании L&G по подозрению в создании финансовой пирамиды, вкладчики которой потеряли около 1,4 миллиарда долларов[27].
  - Из-за сильной засухи, поразившей отдельные области Северного Китая, в стране было объявлено чрезвычайное положение[28].
- 6 февраля
  - На должность председателя Международного суда ООН был избран японец Хисаси Овада, заменивший на этом посту судью Розалин Хиггинс[29].
  - Парламент Грузии выразил вотум доверия новому правительству страны во главе с Никой Гилаури и утвердил обновленный состав кабинета министров[30].
- 7 февраля
  - В Боливии по итогам референдума вошла в силу новая конституция страны[31].
  - В столице Мадагаскара Антананариву по меньшей мере 28 человек погибли и более 200 получили ранения в результате обстрела полицейскими оппозиционной демонстрации против действующего президента Марка Раваломанану[2].
- 8 февраля
  - На 51-й церемонии вручения наград «Грэмми» Роберт Плант и Элисон Краусс получили награды в пяти номинациях, включая самые престижные «Альбом года» и «Песня года»[32].
  - В результате лесных пожаров на юге Австралии погибли, по меньшей мере, 76 человек[33].
  - В Швейцарии прошёл референдум о свободном перемещении граждан, по его итогам продлено соглашения с Евросоюзом, а также соглашение стало распространяться на граждан ещё двух стран: Болгарии и Румынии[34].
- 9 февраля
  - Египетские археологи обнаружили около 30 мумий и, по меньшей мере, один закрытый саркофаг в захоронении, которому около 4300 лет, у западной стороны ступенчатой пирамиды Джосера в Саккаре[35].
  - Власти Южной Осетии выдвинули обвинение грузинской стороне в обстреле жилого массива Цхинвали из гранатомётов[36].
  - Компания Nissan Motor объявила о намерении уволить около 20 тысяч человек для снижения издержек[37].
- 10 февраля
  - Сенат США одобрил план чрезвычайных антикризисных мер Обамы ценой в 838 миллиарда долларов[38].
  - Президент США Барак Обама провел свою первую пресс-конференцию[39].
  - В Израиле прошли парламентские выборы[40].
  - Президент Кыргызстана Курманбек Бакиев подписал закон о предоставлении республике госкредита от России на 2 миллиарда долларов[41].
  - В Мехико археологи Национального института антропологии и истории Мексики отыскали погребальный комплекс XVI века в фундаменте Центрального храма Тлательолько[42].
  - Над Сибирью на околоземной орбите американский спутник связи Iridium столкнулся с выведенным из строя российским исследовательским спутником «Космос-2251». Это первый в истории случай подобного рода[43].
- 11 февраля
  - Генерал-лейтенант ВВС Азербайджана Райл Рзайев убит в Баку[44].
  - Морган Цвангираи вступил в должность премьер-министра Зимбабве[45].
  - Мировой финансово-экономический кризис:
    - Дефицит бюджета США составил 84 миллиона долларов США в январе 2009 из-за финансового кризиса(Market Watch) (англ.).

  - Президентом Французской Полинезии избран Оскар Темару[46].
- 12 февраля
  - Министр обороны Казахстана Даниал Ахметов сообщил, что Россия в ближайшее время поставит Казахстану системы противовоздушной обороны С-300 для укрепления интеграции в ОДКБ[47].
  - Мировой финансово-экономический кризис:
    - Японская электронная корпорация Pioneer Corporation покидает телевизорный бизнес и сокращает 10.000 рабочих мест[48].
    - Европейская металлургическая компания Corus Group сократила 3,500 рабочих мест (Business Standard)

  - Китайская компания Sanlu Group объявила о своём банкротстве после молочного скандала[49].
- 13 февраля
  - Мировой финансово-экономический кризис:
    - Сенат Австралии принял план экономического стимулирования на сумму 42 миллиарда австралийских долларов[50].
    - Lloyds Banking Group предупредил, что HBOS зарегистрировала убытки £ 8.5 миллионов в 2008 году. (Sky News)
    - По данным Евростата ВВП Германии, крупнейшей экономики еврозоны, в IV квартале 2008 года относительно III квартала снизился на 2,1 % — максимум за последние 22 года[51].
    - ВВП Франции сократился на 1,2 % в последнем квартале 2008 года[52].

  - В пригороде Буффало разбился Bombardier Dash 8 Q400, принадлежавший авиакомпании Colgan Air[53].
- 14 февраля
  - Японские учёные из национальной астрономической обсерватории составили полные карты рельефа Луны, использовав при этом данные, полученные с собственного космического зонда «Кагуя»[54].
  - Высшую награду «Золотой медведь» на 59-м Международном кинофестивале в Берлине получила режиссёр Клаудиа Льоса за кинодраму «Молоко скорби»[55].
  - Мировой финансово-экономический кризис:
    - В США закрылись ещё 4 банка. Таким образом, число закрытых банков в США с начала года достигло 13[56].
- 15 февраля
  - В Колумбии началось извержение вулкана Галерас, власти страны эвакуировали 7000 человек[57].
  - В Венесуэле прошёл референдум по внесению в конституцию страны поправок об отмене ограничений на переизбрание президента[58].
- Стычки с полицией произошли в заморском департаменте Франции в Гваделупе[59].
  - Косово отметило годовщину «независимости»[60].
  - Президент РФ Дмитрий Медведев принял отставку глав Орловской, Псковской областей и Ненецкого АО, а также предложил на место губернатора Воронежской области, полномочия которого истекают в марте, министра сельского хозяйства России Алексея Гордеева[61].
  - На состоявшемся в Венесуэле 15 февраля референдуме большинство граждан высказались за предложенные президентом Уго Чавесом конституционные поправки, которые разрешают президенту переизбираться на свой пост неограниченное число раз подряд[62].
- 16 февраля
  - Ирландия проведёт повторный референдум по Конституции EC в октябре этого года[63].
  - Мировой финансово-экономический кризис:
    - ВВП Японии сократился на 3,3 % в IV квартале 2008 года[64].
    - BMW сократила 850 рабочих мест на фабрике по производству BMW MINI в Коулейе, Оксфордшир, Англия.

  - Экономика Великобритании ожидает снижение на 3.3 процента за весь 2009 год[65].
  - В Камбодже начался суд над лидерами Красных кхмеров[66].
  - В Стокгольме начался судебный процесс против крупнейшего BitTorrent-трекера The Pirate Bay[67].
  - В Великобритании вступил в силу закон, который запрещает фотографам снимать полицейских и военных[68].
  - Министерство обороны Франции подтвердило факт столкновения в Атлантическом океане атомных подводных лодок, британской «HMS Vanguard» и французской «Triomphant»[69].
- 17 февраля
  - Мировой финансово-экономический кризис:
    - GM и Chrysler проинформировали правительство США, что нуждается в дополнительной ссуде в 21,6 миллиона долларов[70].

  - Президент США Барак Обама направил в Афганистан дополнительно 17 тысяч военнослужащих[71].
  - Ирландия обвинила российские военные корабли в разливе топлива[72].
  -  Мексиканская государственная нефтяная компания Pemex обнаружила крупнейшее в стране месторождение нефти, запасы которого оцениваются в 139 миллиардов баррелей[73].
  - Президент США Барак Обама подписал в Денвере принятый Конгрессом США антикризисный план на 787 миллиардов долларов (на фото)[74].
  - Учёные создали искусственную ДНК[75].
- 18 февраля
  - Министерство здравоохранения КНР сообщило, что от СПИДа с января по сентябрь 2008 года в их стране погибло 6897 человек[76].
  - Лидер египетской оппозиции Айман Нур вышел из тюрьмы на 2 года раньше срока[77].
  - Правительство Венесуэлы объявило о существенном снижении социальных расходов[78].
  - Американское и европейское космические агентства выбрали Юпитер целью следующей автоматической миссии, объектом исследования станут спутники Юпитера Европа и Ганимед[79].
  - В смоляных ямах Ла Бреа в центре Лос-Анджелеса обнаружено кладбище животных ледникового периода, среди обнаруженных останков — почти полный скелет колумбийского мамонта[80].
  - Первый в России завод по производству СПГ открыт в Южно-Сахалинске (Сахалинская область)[81].
  - Парламент председателя ЕС Чехии одобрил Лиссабонский договор[82].
  - Южная Корея пригрозила КНДР санкциями ООН в случае запуска ракеты[83].
  - Мировой финансово-экономический кризис:
    - General Motors объявила, что сокращает 47 тысяч рабочих мест по всему миру в 2009 году для преодоления последствий финансового кризиса[84].
- 19 февраля
  - Французский линейный корабль «Дантон», потопленный немецкой подводной лодкой в 1917 году, обнаружен на дне Средиземного моря юго-западнее острова Сардиния[85].
  - Мировой финансово-экономический кризис:
    - Один из крупнейших швейцарских банков UBS AG выплатит штраф в размере 780 миллионов долларов правительству США по обвинению в махинациях[86].

  - Президент США Барак Обама встретился с премьер-министром Канады Стивен Харпером в Оттаве[87].
  - Зимбабвийская биржа перешла на торги в долларах США, в этой же валюте стали получать зарплату все государственные служащие страны[88].
  - Парламент Кыргызстана принял решение о закрытии американской военной базы «Манас»[89].
- 20 февраля
  - Вошла в эксплуатацию новая научно-исследовательская станция Германии в Антарктиде — «Ноймайер 3»[90].
  - Авиация сепаратистской группировки «Тигры освобождения Тамил Илама» (ТОТИ) нанесла авиаудар по столице Шри-Ланки Коломбо. Погибло 2, ранен 51 человек[91].
  - Правительство Латвии во главе с премьер-министром Иваром Годманисом ушло в отставку[92].
  - Итальянская энергетическая компания Enel завершила сделку испанской компании по приобретению компании Endesa[93].
  - Мировой финансово-экономический кризис:
    - По сообщениям различных СМИ шведский автомобильный концерн Saab AB проведёт реструктуризацию и выйдет из GM[94].
    - Генеральная прокуратура Нью-Йорка вызвала главу Bank of America (BoA) Кеннета Льюиса, чтобы выяснить, причастен ли банк к сокрытию от инвесторов информации о колоссальных квартальных убытках компании Merrill Lynch, купленной BoA в 2008 году[95].
- 21 февраля
  - Дарио Франческини сменил экс-лидера Вальтера Вельтрони Демократической партии Италии[96].
  - Террорист-смертник исламистской группировки Харакат аш-Шабаб убил 11 и ранил более 15 бурундийских миротворцев на военной базе Африканского союза в Сомали, Могадишо[97].
  - Заключённые Вассилис Палеокостас и Алкет Рицай совершили побег из греческой тюрьмы в Коридалосе[англ.] на вертолёте[98].
  - Премьер-министр Вьетнама Нгуен Тан Зунг открыл первый в стране нефтеперерабатывающий завод[99].
  - На угольной шахте произошёл взрыв газа около города Тайюань (провинция Шаньси, Китай), погибло 73 человека, раненых 113 человек[100].
  - В Австралии объявлен день траура по погибшим в результате пожаров в штате Виктория[101].
  - Талибы согласились соблюдать перемирие в долине Сват, Афганистан[102].
  - Вооружённые силы Шри-Ланки сообщили, что «Тигры освобождения Тамил Илама» убили 10 человек в Кириметрии[103].

- 22 февраля
  - В Голливуде состоялась церемония вручения кинопремии «Оскар» за 2008 год[4].
  - ВМС Норвегии возобновили в конце августа-начале сентября поиски самолёта «Латам-47» («Latham 47») полярного исследователя Руаля Амундсена[104].
- 23 февраля
  - Индекс Ирландской фондовой биржи упал на самый низкий уровень с 1995 года[105].
  - По итогам торгов индекс Dow Jones упал до уровня 1997 года[106].
  - Папа римский Бенедикт XVI назначил архиепископа Милуокского Тимоти Долана новым архиепископом Нью-Йорка[107].
  - Правительство Швеции объявило об обручении шведской принцессы Виктории с её тренером по фитнесу Даниелом Вестлингом[108].
  - Правительство Квинсленда (Австралия) назначило выборы штата на 21 марта 2009 года[109].
- 24 февраля
  - 2000 ирландских полицейских организовали акцию протеста против правительства у парламента в Дублине[110].
  - Президент США Барак Обама выдвинул на пост министра торговли США бывшего губернатора Вашингтона Гэри Лока[111].
  - Сенат США утвердил Хилду Солис на посту министра труда США[112].
  - Комета Лулинь приблизилась к Земле на наименьшее расстояние, достигнув по яркости пятой звёздной величины[113].
  - В Багдаде возобновил работу Национальный музей Ирака, закрытый после того, как в страну вошли коалиционные войска[114].
  - В Вашингтоне Барак Обама произнёс первую речь в конгрессе перед обеими палатами парламента, в которой признал, что страна столкнулась с огромными трудностями[115].
- 25 февраля
  - Россия полностью завершила строительство первой иранской АЭС в Бушере[116][117].
  - Правительство Великобритании частично приватизировало Королевскую почту[118].
  - Мировой финансово-экономический кризис:
    - Зафиксировано снижение ВВП Германии и Великобритании, в IV квартале 2008 года ВВП Германии снизился на 2,1 %, а Британии на 3 %[119].

  - Рейс 1951 Boeing 737-800 турецкой авиакомпании Turkish Airlines с 135-ю пассажирами на борту разбился в аэропорту Схипхол (Амстердам, Нидерланды). Погибло 9 человек, ранено более 50 человек[5].
- 26 февраля
  - Международный трибунал в Гааге для бывшей Югославии оправдал экс-президента Сербии Милана Милутиновича[120].
  - От вспышки лихорадки денге в Боливии погибло 18 человек и заразилось 31,000 человек[121].
  - Выдвинутый на должность премьер-министра Валдис Домбровскис приступил к формированию нового латвийского правительства[122].
  - Министр иностранных дел Кувейта шейх Мухаммед ас-Сабах посетил Ирак[123].
  - Скончался известный писатель-фантаст Филип Фармер[124].
  - Мировой финансово-экономический кризис:
    - Британский банк Lloyds понес убытки на 10 миллиардов фунтов стерлингов[125].
    - Шотландский банк Royal Bank of Scotland Group сообщил, что потерял 24,1 миллион фунтов стерлингов в 2008 году[126].
    - По новым, исправленным данным Министерства торговли США ВПП страны упал в четвёртом квартале 2008 года на 6,2 %. Это самый худший показатель с 1982 года[127].
    - General Motors сообщила об потере 9,6 миллионов долларов из-за текущего автомобильного кризиса 2008—2009[128].
    - Промышленное производство в Японии упало в январе 2009 года на 10 %[129].
- 27 февраля
  - Опубликована работа российских и американских генетиков, в которой на основе генетического анализа останков было доказано, что из детей Николая II не спасся никто[130].
  - Цена нефти рухнула в ходе торгов в Нью-Йорке более чем на 5 % на негативных данных о ВВП США, так как министерство торговли ухудшило оценку снижения ВВП страны в четвёртом квартале 2008 года[131].
  - Президент Барак Обама заявил, что вывод всех ВС США из Ирака завершится к концу августа 2010 года[132].
- 28 февраля
  - Губернатор Калифорнии Арнольд Шварценеггер объявил в штате чрезвычайное положение в связи с длительной засухой[133].
  - Высший законодательный орган КНР — Всекитайское собрание народных представителей — принял первый в истории страны единый закон о безопасности производимого в стране продовольствия[134].
  - До 81 человека выросло число жертв бунта пограничников в Бангладеш, вспыхнувшего 25 февраля в столице страны Дакке[6].